# Majdouline Cherni
Majdouline Cherni (sinh ngày 21 tháng 2 năm 1981) là một kiến trúc sư và chính trị gia người Tunisia hiện đang làm Bộ trưởng Thanh niên và Thể thao.

## Cuộc sống ban đầu và giáo dục
Cherni sinh ngày 21 tháng 2 năm 1981 tại Menzel Bourguiba ở Tỉnh Bizerte. Cô học kiến trúc ở El Kef.

## Sự nghiệp
Cherni làm việc trong các trung tâm đào tạo nghề và văn phòng thiết kế kiến trúc trước khi trở thành chủ tịch Phòng kinh doanh của Kef và được bổ nhiệm làm đại biểu của Tỉnh Manouba. Cô là ứng cử viên của Liên minh Yêu nước Tự do cho Kef trong cuộc bầu cử năm 2011.
Vào ngày 23 tháng 1 năm 2015, Cherni được bổ nhiệm làm Ngoại trưởng phụ trách Hồ sơ Liệt sĩ và Bị thương trong cuộc Cách mạng trong nội các của Habib Essid. Vai trò của cô bao gồm cung cấp "trợ giúp về đạo đức và vật chất" cho các gia đình. Vào ngày 20 tháng 8 năm 2016, cô được bổ nhiệm làm Bộ trưởng Thanh niên và Thể thao trong nội các của Youssef Chahed. Cô chịu trách nhiệm tổ chức các diễn đàn giới trẻ nhằm tìm cách khôi phục niềm tin của những người trẻ tuổi trong các tổ chức nhà nước của Tunisia. Vào tháng 11 năm 2011, một số hình ảnh được đăng trên trang Facebook của bộ trưởng đã được thay đổi kỹ thuật số để che đầu gối của cô.

## Cuộc sống cá nhân
Socrate, anh trai của Socrates là một trung úy trong Lực lượng Vệ binh Quốc gia Tunisia đã thiệt mạng trong trận chiến Sidi Ali Ben Aoun vào ngày 23 tháng 10 năm 2013.